# Lucrezia Tornabuoni
Lucrezia Tornabuoni (ou Lucrèce), née en 1427 à Florence et morte le 28 mars 1482 à Florence, est l'épouse de Pierre de Médicis et la mère de Laurent le Magnifique. Elle a également laissé une œuvre poétique.

## Biographie
Lucrezia Tornabuoni est née en 1427. C’est la fille de Francesco Tornabuoni et de Selvaggia Alessandri. Elle est issue d’une vieille famille de la noblesse florentine, les Tornaquinci, dont un des ancêtres, Giovanni Tornaquinci, participa à la bataille de Montaperti contre les Siennois en 1260. Les Ordonnances de justice promulguées en 1292-1293 interdirent aux nobles d’accéder aux charges publiques, sauf s’ils renonçaient à leur titre de noblesse et changeaient de nom. C‘est ce que fit le grand-père de Lucrezia, Simone Tornaquinci, qui changea son nom en Tornabuoni. En 1444, Lucrezia épousa Pierre de Médicis. Ainsi les Médicis qui, en deux générations, étaient passés de la bourgeoisie moyenne de Florence aux plus hautes fonctions de la cité, s’alliaient-ils à une famille au passé beaucoup plus prestigieux que le leur. Le frère de Lucrezia, Giovanni, fut lui-même directeur de la filiale romaine de la banque Médicis et sa sœur, Dianora, épousa Tommaso Soderini, un partisan des Médicis.
Elle eut sept enfants avec Pierre. Quatre survécurent à leur petite enfance, Bianca Maria (1445-1505), Lucrezia, appelée aussi Nannina pour la distinguer de sa mère (1448-1493), Lorenzo (Laurent,1449-1492), Giuliano (Julien, 1453-1478). Maria (1455-1479), la fille naturelle de Pierre, fut élevée avec eux. Après la conjuration des Pazzi (1478), Lucrezia Tornabuoni éleva également le fils naturel de Julien de Médicis, Jules (le futur Clément VII).
Lucrezia Tornabuoni mourut le 28 mars 1482. Le jour même de sa mort, Laurent écrivit à Eléonore d’Este : « Votre excellence peut imaginer ma désolation, car, en perdant ma mère, j’ai perdu aussi l’unique refuge à tous mes ennuis, l’unique soulagement à tous mes tourments. »

## Son statut, son influence
Le rôle des femmes dans la vie publique florentine était limité. Le type d’activité jugé le plus recommandable pour elles était de se consacrer à des œuvres charitables. Lucrezia Tornabuoni contribua ainsi à un fonds qui attribuait des dots à des jeunes femmes pauvres (Monte delle’ doti). Elle fit plusieurs dons à des hôpitaux, comme l’hôpital San Paolo de Florence. Elle avait la réputation de se rendre à l’hôpital Santa Maria Nova de Florence pour y nourrir les pauvres. Elle visitait les couvents, leur faisait des dons réguliers pour les fêtes de Pâques, de la Toussaint, de Noël. Sans douter de sa piété, ces actions charitables permettaient également aux Médicis d’étendre leur base politique jusqu’aux plus pauvres et aux échelons les plus bas de la hiérarchie ecclésiastique.	
Lucrezia Tornuaboni avait suffisamment d’influence sur son mari et sur Laurent le Magnifique pour que des gens de toute condition sollicitent son appui ou sa protection, comme le montre sa correspondance. Une nonne du couvent de San Domenico à Pise intervient auprès d’elle pour faire cesser le pillage par les soldats florentins des fermes attenant au couvent. Les notables de Galeata demandent son aide pour un prêtre qui avait fabriqué de la fausse monnaie. La dernière reine de Bosnie elle-même, Katarina Kosača Kotromanić, réfugiée à Rome après la conquête de son pays par les Turcs lui demande d’intervenir auprès de la filiale romaine de la banque Médicis.
Parfois Lucrezia Tornuaboni eut l’occasion de dépasser le simple cadre assigné aux femmes à Florence. Ainsi montra-t-elle son sens politique en conseillant à son mari de rappeler à Florence Filippo Strozzi, qui vivait exilé à Naples, à un moment où sa médiation avec le roi de Naples pouvait être utile à Florence. Elle s’acquitta au mieux de la mission diplomatique que Pierre de Médicis lui confia en 1467, lorsqu’elle vint à Rome pour rencontrer Clarisse Orsini, la future épouse de Laurent le Magnifique. Il s'agissait d’alerter le Pape de la menace que faisait peser Venise contre Florence.
Une des entreprises les plus remarquables de Lucrezia fut la rénovation des thermes de Bano a Morba (près de Larderello), Ces bains avaient été célèbres sous l’antiquité (on parlait alors des Aquas Volaternas) puis avaient décliné. Sous son contrôle, on refit les canalisations, on construisit un hôtel et une muraille fortifiée pour protéger les installations. Sa correspondance et son livre de compte à double entrée montrent également une femme qui sait gérer les biens privés des Médicis, des échoppes, des fermages, des rentes tirées de la location de propriétés.

## Son œuvre, son mécénat

### L’œuvre poétique
L’œuvre littéraire de Lucrezia Tornuaboni (ce qui nous en est parvenu) est double. Elle comprend d’abord neuf laudi - sur la mort du Christ, sa montée au ciel, le Jugement Dernier, la Nativité. Les laudi étaient des poèmes consacrés à des thèmes religieux, mais chantés sur des airs à la mode (à la place des paroles profanes donc). Ils étaient composés en italien vernaculaire, et non en latin. Le plus célèbre des laudi de Lucrezia met en scène un nouveau converti qui résiste aux forces démoniaques qui l'assaillent (O ennemi, j’ai passé/maintenant la voie du doute;/Jésus m’a libéré). Les laudi avaient été très populaires au XIIIe siècle. Peut-être le choix de ce genre par Lucrezia visait-il à se concilier la faveur des patriarches florentins attachés à cette forme ancienne et réticents envers la culture humaniste chère à Laurent le Magnifique. Elle a d’autre part laissé des poèmes plus longs, des storie sacre (poèmes sacrés), composés soit en stances de huit vers (ceux sur saint Jean-Baptiste, Judith), soit en stances de trois vers (ceux consacrés à Esther, Suzanne, et Tobie) composés en italien. Dans Sacred Narratives, Jane Tylus note que certaines des scènes décrites dans ces poèmes, les fêtes des premières pages de la vie d’Esther, la cérémonie de mariage entre Sarah et Tobie, faisaient écho à des situations que Lucrezia Tornuaboni avaient dû elle-même connaître. Le choix des sujets n’est pas non plus neutre : saint Jean-Baptiste était le saint patron de Florence et Judith symbolisait la victoire de la cité contre la tyrannie. La Judith de Donatello resta d’ailleurs exposée dans le jardin du palais Médicis sur la via Larga jusqu'en 1494.
Lucrezia Tornabuoni a également écrit un sonnet dans le style burlesque dans le cadre d’un échange de lettres avec Bernardo Bellincioni et elle a laissé une correspondance composée de trente-sept lettres, la plupart écrites des villas médicéennes où elle séjournait ou des bains où elle se soignait. Elle fut aussi la protectrice de Matteo Franco et de Luigi Pulci. Celui-ci affirma même avoir composé son Morgante pour répondre au souhait de Lucrezia.

### Le mécénat
Le problème du mécénat de Lucrezia Tornuaboni est indissociable de celui du pouvoir économique. Celui-ci était entre les mains des hommes et non des femmes. L’historienne Stefanie Solum a donc fait appel à une conception élargie du mécénat, « où les idées d’une femme ou ses directives pouvaient avoir une influence déterminante sur un travail en dépit du fait qu’il soit payé par quelqu’un d’autre ». Benedetto da Cepparello fait référence dans une lettre de 1476 adressée à Lucrezia aux enluminures d’un missel réalisées pour elle à Venise. La Bibliothèque nationale centrale de Florence en possède un manuscrit enluminé, une Vie de saint Jean Baptiste par Francesco Filelfo. Lucrezia en est sans doute la commanditaire. Cette hypothèse est fondée à la fois sur l’attachement de Lucrezia à saint Jean Baptiste et sur les armoiries entrelacées des Médicis et des Tornabuoni sur le codex (les Palle des Médicis et le lion rampant des Tornabuoni). Cependant, aucune autre commande importante n’a pu être trouvée jusqu'à présent, seulement deux ex-voto en argent pour l'église Santissima Annunziata, des riches vêtements fournis pour la vénération d’un saint local, des objets liturgiques et des missels illustrés.